# Праіранська мова
Праіранська мова (також давньоіранська (пра-)мова, протоіранська мова) — умовний науковий термін, який позначає сукупність споріднених, але різних (інколи значно) діалектів, об'єднаних спільними фонетичними інноваціями (які власне й відрізняли їх від інших мов та діалектних груп), що виділилися в окрему мовну підгрупу з єдиної праіндоіранської мовної групи близько середини II тисячоліття до н. е., та з якої свого часу (умовно до VIII ст. до н. е.) розвинулися всі давньоіранські мови.

### Поширення
Наразі найбільш поширеною щодо прабатьківщини аріїв (індо-іранської спільноти) є гіпотеза, за якою це є території сучасного Башкортастану та степи (зараз переважно пустелі та напівпустелі) на південь — до Бактрії, Согду, Арейї, Арахозії, що більш-менш впевнено підтверджується відомими археологічними пам'ятками та, з різною мірою переконливості, інтерпретуються зі згаданими у Вендидаді арійськими країнами. Але слід пам'ятати, що наразі не існує жодної археологічної культури, яку б беззаперечно чи хоча б переважною більшістю було б пов'язано з давніми аріями (носіями праарійської мови).
Першим історичним свідченням подальшої міграції аріїв на південь є певна кількість імен царів та богів держави Міттані, датовані XV—XIII ст.ст. до н. е. Приблизно в ті ж часи розпочався рух аріїв й на південний схід, до Індійського субконтиненту. Ця міграція мала декілька різночасових хвиль, що надалі знайшло відображення у діалектній диференсації індо-арійських мов.
Власне праіранська розвинулася з певної діалектної групи (чи певних діалектних груп)  праарійської й надалі, з розселенням іранців від територій сучасних Фарсу на пд.-зах. та Північного Причорномор'я на пн.-зах. з однієї сторони та до Гіндукушу та далеких Ганьсу та Туви на пн.-сх., розпалася на окремі мовні та діалектні групи.

## Фонемний склад
Наразі фонемний склад праіранської більш-менш систематизовано. Але залишаються певні розбіжності. Нижче наведено два варіанти реконструкції, які використано при написанні двох словників:
- «Етимологічний Словник Іранських Мов» (автори — В. С. Расторґуєва та Д. Й. Едельман);[2]
- «Етимологічний Словник Іранських Дієслів» (автор — Дж. Чун).[3]

### Фонемний склад праіранської у реконструкції В.С.Расторгуєвої та Д.Й.Едельман
У передмові першого тому «Етимологічного Словника Іранських Мов» автори зазначили таке: 
|  | Більшу частину цих робіт було підготовлено у Секторі іранських мов Інституту мовознавства АН СРСР… Ці праці створили передумови для укладення узагальнюючого етимологічного словника усіх мов іранської родини у вигляді не тільки конкретних етимологій, але й певних методичних орієнтирів… |

Отже, фактично цей словник є узагальненням та зібранням досягнень радянських науковців на царині іраністики. Й, враховуючи обсяг та якість матеріалу, ігнорувати цей доробок неможливо, попри певні відмінності й в оцінках, й в поданні матеріалу від тих, що наразі превалюють в англомовному (світовому) науковому колі.
| Приголосні | Приголосні | Губні                                                                         | Зубні чи Ясенні                                                               | Палаталі- зовані чи Заясенні                                                  | Задньоязикові                                                                 | Задньоязикові                                                                 | Глоткові                                                                      |
| Приголосні | Приголосні | Губні                                                                         | Зубні чи Ясенні                                                               | Палаталі- зовані чи Заясенні                                                  | зімкнені                                                                      | огубленні                                                                     | Глоткові                                                                      |
| ---------- | ---------- | ----------------------------------------------------------------------------- | ----------------------------------------------------------------------------- | ----------------------------------------------------------------------------- | ----------------------------------------------------------------------------- | ----------------------------------------------------------------------------- | ----------------------------------------------------------------------------- |
| Проривні   | глухі      | *p                                                                            | *t                                                                            |                                                                               | *k                                                                            |                                                                               |                                                                               |
| Проривні   | дзвінкі    | *b                                                                            | *d                                                                            |                                                                               | *g                                                                            |                                                                               |                                                                               |
| Африкати   | глухі      |                                                                               | *č                                                                            |                                                                               |                                                                               |                                                                               |                                                                               |
| Африкати   | дзвінкі    |                                                                               | *ǰ                                                                            |                                                                               |                                                                               |                                                                               |                                                                               |
| Фрикативи  | глухі      | *f                                                                            | *s, *ϑ                                                                        | *ś, *š                                                                        | *x                                                                            | *xv (*hṷ)                                                                     | *h                                                                            |
| Фрикативи  | дзвінкі    |                                                                               | *z                                                                            | *ź/j́, ž(?)                                                                    |                                                                               |                                                                               |                                                                               |
| Фрикативи  | */s/h/z/   | умовно позначена фонема, що є рефлексом праіндоіранської *s у різних позиціях | умовно позначена фонема, що є рефлексом праіндоіранської *s у різних позиціях | умовно позначена фонема, що є рефлексом праіндоіранської *s у різних позиціях | умовно позначена фонема, що є рефлексом праіндоіранської *s у різних позиціях | умовно позначена фонема, що є рефлексом праіндоіранської *s у різних позиціях | умовно позначена фонема, що є рефлексом праіндоіранської *s у різних позиціях |
| Сонорні    |            |                                                                               |                                                                               |                                                                               |                                                                               |                                                                               |                                                                               |
| Носові     | Носові     | Носові                                                                        | Плавні                                                                        | Плавні                                                                        | Плавні                                                                        |                                                                               |                                                                               |
| *m, *n     | *m, *n     | *m, *n                                                                        | *l                                                                            | *l                                                                            | *l                                                                            |                                                                               |                                                                               |
|            |            |                                                                               |                                                                               |                                                                               |                                                                               |                                                                               |                                                                               |
| Сонанти    | Сонанти    | *i̯, *ṷ, *r                                                                    | Як приголосні                                                                 | Як голосні короткі                                                            | Як голосні короткі                                                            | Як дифтонги (послаблені)                                                      | Як дифтонги (послаблені)                                                      |
| Сонанти    | Сонанти    | *i̯, *ṷ, *r                                                                    | i̯, ṷ, r                                                                       | i, u, r̥                                                                       | i, u, r̥                                                                       | ii̯/əi̯, uṷ/əṷ, ər                                                              | ii̯/əi̯, uṷ/əṷ, ər                                                              |
|            |            |                                                                               |                                                                               |                                                                               |                                                                               |                                                                               |                                                                               |
| Голосні    | Голосні    | Короткі                                                                       | Короткі                                                                       | Короткі                                                                       | Довгі                                                                         | Довгі                                                                         | Довгі                                                                         |
| Голосні    | Голосні    | *a                                                                            | *a                                                                            | *a                                                                            | *ā                                                                            | *ā                                                                            | *ā                                                                            |

Додатково звернуто увагу на таке:
- саме цей фонемний склад визначено як «найархаїчніший»;
- «спільна для усіх іранських мов прамовна система виявилася архаїчнішою й більш „посунутою“ до загальноарійського стану, ніж та, яка традиційно базувалася лише на давньоперських написах та Авесті»;
- фонетичний статус *ž під питанням, імовірно як варіант *ǰ;
- співвідношення *t та *ϑ залишається невизначеним, як й статус останньої.

### Фонемний склад праіранської у поданні Джонні Чуна
У передмові до свого «Етимологічного Словника Іранських Дієслів» Дж. Чун зауважує, що недоліком «Етимологічного Словника Іранських Мов» є ігнорування прогресивного доробку Ю. Покорни, та його послідовників.
Отже автор пропонує дещо іншу, більш поширену та прийнятну у колі англомовних науковців реконструкцію, додатково посилаючись (окрім власне Ю. Покорни) на М. Майргофера.
| Приголосні       | Приголосні   | Губні             | Зубні чи Ясенні   | Палаталі- зовані чи Заясенні | Задньоязикові | Задньоязикові | Глоткові |
| Приголосні       | Приголосні   | Губні             | Зубні чи Ясенні   | Палаталі- зовані чи Заясенні | зімкнені      | огубленні     | Глоткові |
| ---------------- | ------------ | ----------------- | ----------------- | ---------------------------- | ------------- | ------------- | -------- |
| Проривні         | глухі        | *p                | *t                |                              | *k            |               |          |
| Проривні         | дзвінкі      | *b                | *d                |                              | *g            |               |          |
| Африкати         | глухі        |                   | *č                |                              |               |               |          |
| Африкати         | дзвінкі      |                   | *ǰ                |                              |               |               |          |
| Фрикативи        | Фрикативи    | *f                | *θ                |                              | *x (*kh)      |               | *h; *H   |
| Сибілянти        | глухі        |                   | *s                | *š                           |               |               |          |
| Сибілянти        | дзвінкі      |                   | *z                | *ž(?)                        |               |               |          |
| Сонорні (плавні) |              |                   |                   |                              |               |               |          |
| Носові           | Носові       | Ротичні (дрижачі) | Ротичні (дрижачі) | Бокові                       | Бокові        |               |          |
| *m, *n           | *m, *n       | *r                | *r                | *l (?)                       | *l (?)        |               |          |
|                  |              |                   |                   |                              |               |               |          |
| Напівголосні     | Напівголосні | *i̯ ; *ṷ           | *i̯ ; *ṷ           | *i̯ ; *ṷ                      | *i̯ ; *ṷ       | *i̯ ; *ṷ       | *i̯ ; *ṷ  |
|                  |              |                   |                   |                              |               |               |          |
| Голосні          | Голосні      | Короткі           | Короткі           | Короткі                      | Короткі       | Довгі         | Довгі    |
| Голосні          | Голосні      | Передні           | Передні           | Задні                        | Задні         | Довгі         | Довгі    |
| Високі           | Високі       | *i                | *i                | *u                           | *u            |               |          |
| Низькі           | Низькі       | *a                | *a                | *a                           | *a            | *ā            | *ā       |

Окремо звернуто увагу на таке:
- донедавна *ī та *ū наразі розглядаються як сполучення *iH та *uH відповідно;
- корінь не може починатися з голосної або *r;
- усі варіанти аблауту підпорядковані певній системі (для повних *aC, подовжених *āC та нульових *øC, де C — приголосна (англ. consonant)), враховуючи й такі приголосні, як *H, *i̯ та *ṷ;
- дифтонги *au, *ai тощо слід розглядати як комбінацію двох фонем;
- фонематичний статус *ž та *l сумнівний.

## Праіранські рефлекси праіндоіранської
| Праарійська         | Праіранська |
| ------------------- | ----------- |
| *p(ʰ), *t(ʰ), *k(ʰ) | *f, *θ, *x  |
| *p, *t, *k          | *f, *θ, *x  |
| *s                  | *h          |
| *bʰ, *dʰ, *gʰ       | *b, *d, *g  |
| *tˢt(ʰ)             | *st         |

| Праарійська | Праіранська |
| ----------- | ----------- |
| *dzd(ʰ)     | *zd         |
| *Ḥ          | Ø           |
| *ps         | *fš         |
| *bz         | *βž         |
| *ts, *ć     | *ś          |

| Праарійська | Праіранська |
| ----------- | ----------- |
| *j́          | *ź          |
| *ćš         | *š          |
| *(ć)sć      | *ś          |
| *śn-        | *sn-        |
| *-śn-       | *-šn-       |